# 舍格爾山
73°13′S 62°55′E / 73.217°S 62.917°E
舍格爾山（英語：Mount Scherger）是南極洲的山峰，位於麥克羅伯特森地，屬於查爾斯王子山脈的一部分，處於麥考利山以西，該山峰根據澳大利亞探險隊的照片被繪入地圖。